# 프란치스카 바이스
프란치스카 바이스(Franziska Weisz, 1980년 5월 4일 ~ )는 오스트리아의 배우이다.

## 출연 작품
- 한나스 슬리핑 독스 (2016)
- 거룩한 소녀 마리아 (2014)
- 톰 소여와 친구들 (2012)
- 런 이프 유 캔 (2010)
- 도둑 (2010)
- 푸치니 (2009)
- 디스턴스 (2009)
- 킬 대디 굿 나잇 (2009)
- 3일 안에 죽는다 2 (2008)